# Den fortabte abe
Den fortabte abe er en roman skrevet af Hans Scherfig. 
Den fortabte abe blev udgivet i 1964 og var Scherfigs sidste skønlitterære værk. Romanen indeholder en satirisk kritik af modernismen.
| Bog | Spire Denne artikel om bøger og tidsskrifter er en spire som bør udbygges. Du er velkommen til at hjælpe Wikipedia ved at udvide den. |